# Aristotelia brizella
Aristotelia brizella — вид лускокрилих комах з родини виїмчастокрилі молі (Gelechiidae).

## Поширення
Вид поширений в Європі, Північній Африці та на Близькому Сході.

## Опис
Розмах крил 10-12 мм.

## Спосіб життя
Імаго літають з травня по червень і знову з липня по серпень у двох поколіннях на рік. Личинки живляться насінням рядника звичайного (Armeria maritima), а іноді кермека звичайного (Limonium vulgare).